# Laetiacantha
Laetiacantha là một chi bọ cánh cứng trong họ Chrysomelidae.
Chi này được miêu tả khoa học năm 1921 bởi Laboissiere.

## Các loài
Các loài trong chi này gồm:
- Laetiacantha distincta (Gahan, 1893)
- Laetiacantha elegans Laboissiere, 1923
- Laetiacantha ruficollis Laboissiere, 1921
- Laetiacantha subsudanica (Weise, 1907)
- Laetiacantha zavattarii Laboissiere, 1938